# 3-тя мотострілецька дивізія (РФ)
3-тя мотострілецька Вісленська Червонопрапорна, орденів Суворова і Кутузова дивізія (3 МСД, в/ч 54046) — з'єднання мотострілецьких військ Сухопутних військ РФ чисельністю у дивізію. Штаб дивізії розташований у м. Богучар. Входить до складу 20-ї загальновійськової армії, Західний військовий округ.
На 1992 рік 31-ша дивізія базувалася у Нижньогородській області, Московський військовий округ. У 1997 перформована на 3-тю мотострілецьку дивізію, а 2010 — на 9-ту бригаду.
У 2014 році підрозділи бригади брали участь у війні на Донбасі. У червні 2016 року бригада переформована на 3-тю дивізію і переведена до міста Богучар, Воронезька область.
У 2022 році частини дивізії брали участь у повномасштабному вторгненні Росії до України.

## Історія
Після розпаду СРСР 31-ша танкова дивізія Радянської армії перейшла до складу Збройних сил Російської Федерації. Дивізія була нещодавно виведена з Чехословаччини, і дислокувалася на території  Московського військового округу у містах Нижньогородської області: Нижній Новгород, Дзержинськ, Бор і селищі Муліно.
До липня 1997 року дивізія була переформована на 3-тю мотострілецьку дивізію. З'єднання успадкувало нагороди і почесні звання.
До кінця 1990-х років дивізія була одним з найбільш укомплектованих і боєздатних угруповань Сухопутних військ РФ.
Більшість частин новоствореної дивізії брали активну участь у бойвих діях Другої російсько-чеченської війни у період з 1999 по 2001 роки у складі угруповання військ МВО на Північному Кавказі.
За підсумками 2004 року дивізія визнана одним з кращих з'єднань Московського воєнного округу.
Під час воєнної реформи 2008—2010 років 752-й мотострілецький полк дивізії реорганізований на 9-ту окрему мотостріецьку бригаду, що успадкувала всі нагороди і почесні найменування 3-ї мотострілецької дивізії. 100-й танковий полк колишньої дивізії реорганізований на 6-ту окрему танкову Ченстоховську Червонопрапорну, ордена Кутузова бригаду.

### Російсько-українська війна

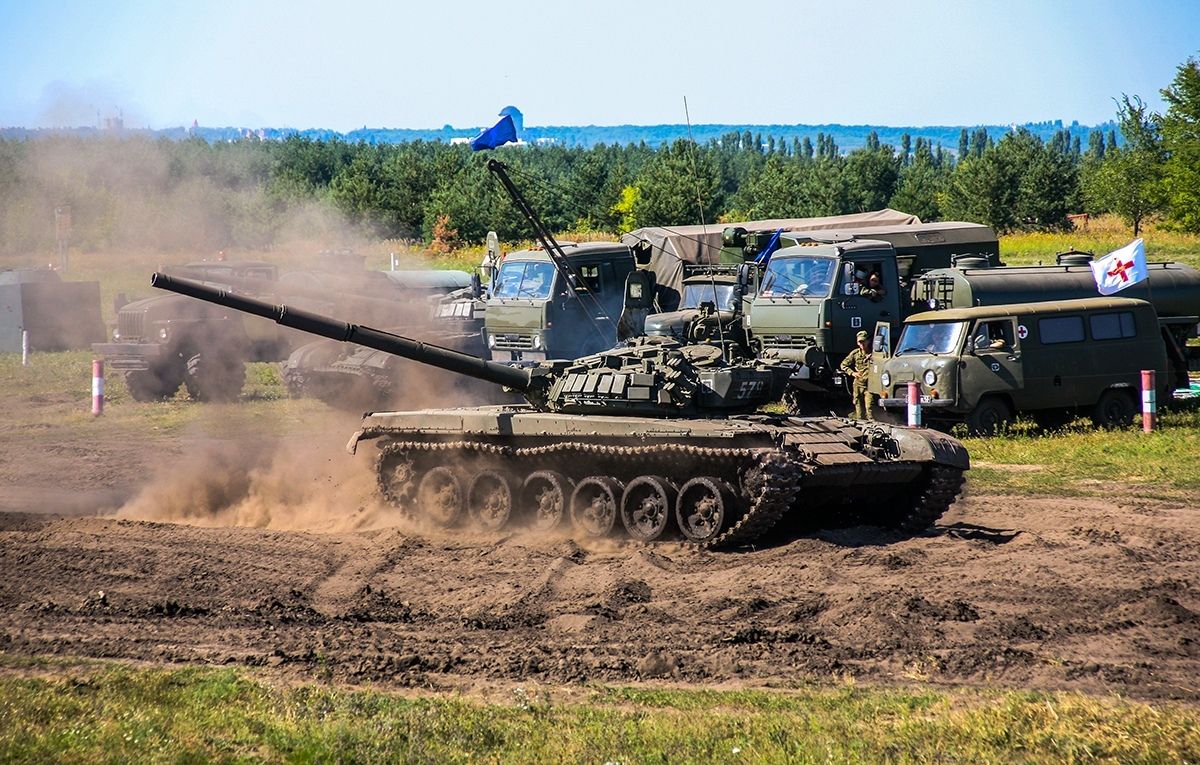
Т-72Б на стрільбах танкістів 3 МСД на полігоні Погоново. 13 серпня 2018 року.

У 2014 році підрозділи 9-ї мотострілецької бригади брали участь у боях на Донбасі. Згідно з повідомленням російського телеканалу Дождь, двоє бійців з'єднання Армен Давоян і Олександр Воронов загинули під Луганськом від мінометного обстрілу.
1 грудня 2016 року 9-та окрема мотострілецька бригада та 23-тя окрема мотострілецька бригада були переформовані, в результаті чого була відтворена 3-тя мотострілецька дивізія.

### Російське вторгнення в Україну 2022 року
У 2022 році частини дивізії брали участь у повномасштабному вторгненні Росії до України.
15 березня 2022 року у боях на Харківщині було ліквідовано командира 252-го гвардійського мотострілецького полку Ігоря Ніколаєва.
За період 1—4 квітня російське командування перекинуло 237-й танковий полк в район Ізюма, і готувало наступ на південь.

## Склад

### 2000 рік
Дивізія мала відмінний від радянського і російського взірця склад полків: два танкових і два мотострілецьких, 122-мм артилерія була відсутня:
- 100-й танковий Ченстоховський Червонопрапорний, ордена Кутузова полк (Дзержинськ): 91 Т-80БВ; 16 БМП (12 БМП-2, 4 БРМ-1К); 1 БТР (БТР-70); 21 — 2СЗ «Акація»; 2 БМП-1КШ, 2 ПРП-4, 1 ПУ-12, 3 РХМ; 1 МТ-55А; 1141 чол.;
- 237-й танковий Червонопрапорний, орденів Суворова і Богдана Хмельницкого полк (Дзержинськ): 92 Т-80; 18 БМП (15 БМП-2, 3 БРМ-1К); 2 БТР (БТР-70); 22 — 2СЗ «Акація»; 2 БМП-1КШ; 1 ПРП-4, 3 ПУ-12, 1 Р-145БМ, 3 РХМ; 1 МТ-55А; 1141 чол.;
- 245-й гвардійский мотострілецький Гнізненський Червонопрапорний, ордена Суворова полк (Муліно): 31 Т-80; 137 БМП (131 БМП-2, 6 БРМ-1К); 4 БТР (2 БТР-80, 2 БТР-70); 22 — 2СЗ «Акація»; 15 БМП-1КШ, 1 ПРП-4, 1 ПУ-12, 3 РХМ; 3 БРЕМ-4; 2204 чел.;
- 752-й мотострілецький полк (село Новий, Нижній Новгород): 30 Т-80; 133 БМП (127 БМП-2, 6 БРМ-1К); 8 БТР (3 БТР-80, 5 БТР-70); 31 — 2СЗ «Акація»; 10 БМП-1КШ, 2 ПРП-4; 2204 чол.;
- 99-й гвардійский самохідно-артилерійський Померанський Червонопрапорний, орденів Суворова і Кутузова полк (Мулино): 36 — 2З19 «Мста-З», 16 БМ-21 «Град»; 5 ПРП-4, 6 — 1У18, 2 −1У19, 2 БМП-1КШ, 1 Р-156БТР; 2 МТ-ЛБТ; 1077 чол.;
- 1143-й зенітний ракетний Одерський полк (село Новий): ЗРК «Тор»; 2 Р-156БТР; 416 чол.;
- 159-й окремий протитанковий артилерійський дивізіон (Мулино): 1 ПРП-4, 1 Р-145БМ, 13 МТ-ЛБТ; 193 чол.;
- 84-й окремий розвідувальний батальйон (Нижній Новгород): 28 БМП (15 БМП-2, 13 БРМ-1К); 16 БТР (8 БТР-80, 6 БТР-70); 2 Р-145БМ, 1 Р-156БТР; 375 чол.;
- 145-й окремий інженерно-саперний батальйон (Володарськ): 1 УР-67; 357 чел.;
- 692-й окремий батальйон зв'язку (Новий): 14 Р-145БМ, 1 Р-156БТР; 275 чол.;
- 9-й окремий батальйон РЭБ (Бор): 4 СПР-2, 2 Р-145БМ; 171 чол.

Окрім того, у дивізію входили 625-й окремий батальйон РХБЗ, 152-й окремий ремонтно-відновлювальний батальйон, 911-й окремий батальйон матеріального забезпечення і 231-й окремий медичний батальйон.

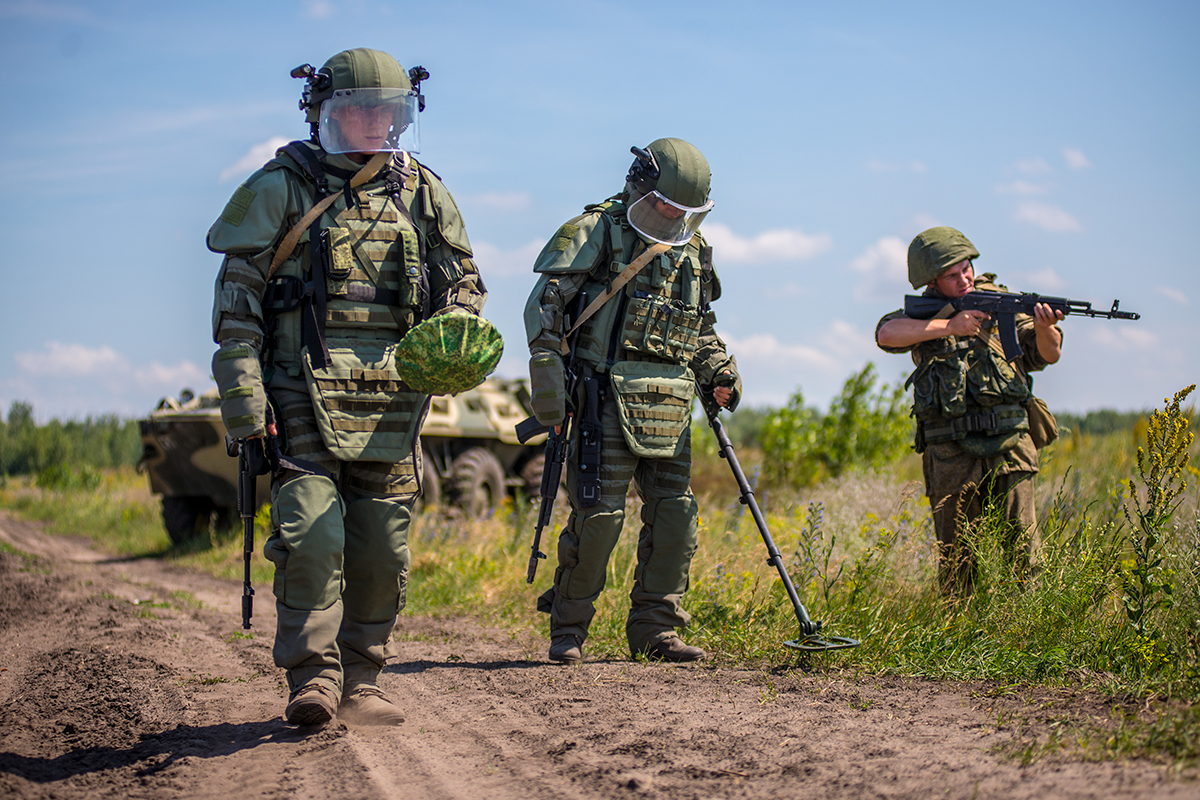
Сапери дивізії на зборі командирів батальйонів і дивізіонів 20 ЗА 28 червня 2018

Всього на 1.01.2000 3-тя мотострілецька дивізія, маючи чисельність особового складу 10 850 чол., мала на озброєнні:
- 244 танки (Т-80);
- 361 БМП і БТР (включаючи БРМ-1К);
- 132 САУ (36 — 2С19 «Мста-С», 96 — 2СЗ «Акація»);
- 16 РСЗВ (БМ-21 «Град»).

### 2016 рік
- штаб дивізії (в/ч 54046, Богучар)[9]
- 237-й танковий Червонопрапорний, орденів Суворова і Богдана Хмельницького полк (в/ч 91726, Солоті)
- 252-й гвардійський мотострілецький орденів Суворова і Олександра Невського полк (в/ч 91711, Богучар)
- 752-й гвардійський мотострілецький Петроковський двічі Червоного прапора, орденів Суворова, Кутузова і Богдана Хмельницького Волзький казачий полк (в/ч 34670, Валуйки і Солоті)
- 99-й гвардійський самохідно-артилерійський Померанський Червонопрапорний, орденів Суворова і Кутузова полк (в/ч 91727, Богучар)
- 1143-й окремий зенітно-ракетний дивізіон (Богучар)
- 84-й окремий розвідувальний батальйон (в/ч 22263, Валуйки)
- 159-й окремий протитанковий артилерійський дивізіон
- 692-й окремий батальйон зв'язку (в/ч 22463, Валуйки)
- 337-й окремий інженерно-саперний батальйон (в/ч 91717, Богучар)
- 911-й окремий батальйон матеріального забезпечення (в/ч 54366, Солоти)
- 231-й окремий медичний батальйон (в/ч 83833, Богучар)
- окрема рота БПЛА
- окрема рота РЕБ (Валуйки)
- окрема рота РХБЗ

## Командири
- (25.10.2011 - після 06.2014) Нирков Сергій Семенович[10]
- 2016—2019 — генерал-майор Рузинський Андрій Юр'євич;
- 12.01.2019 — до т. ч. — полковник Авдєєв Олексій В'ячеславович[11].